# Bad Salzschlirf
Bad Salzschlirf è un comune tedesco di 3 568 abitanti,, situato nel land dell'Assia.
Nel suo territorio confluiscono i fiumi Lauter e Altefeld formando la Schlitz.

## Amministrazione

### Gemellaggi
- Castel San Pietro Terme